# Tosagua
Pour les articles homonymes, voir Tosagua (homonymie).
Tosagua est une ville située en Équateur, dans la province de Manabí. Elle est la capitale du canton de Tosagua.
La population de la ville était de 8 424 habitants au recensement de 2001.